# 428 aC
El 428 aC va ser un any del calendari romà prejulià. Era l'any 326 ab urbe condita, o de la fundació de Roma.

## Esdeveniments
- Eurípides estrena la tragèdia Hipòlit a les Dionisíaques d'Atenes i va guanyar el primer premi com a part d'una trilogia.[1]
- Revolta de Mitilene. Durant la Guerra del Peloponès, la ciutat es va revoltar junt amb altres ciutats de l'illa (Metimna no la va seguir). Esparta les va ajudar enviant una flota comandada per Alcides.[2]
- Esparta envaeix l'Àtica.[3]
- Van ser elegits cònsols a Roma Aulus Corneli Cos i Tit Quinti Pennus Cincinnat.[4]

## Necrològiques
- Anaxàgores, filòsof grec.[5]
- Titus Livi diu que aquell any va morir el rei (lucumó) de Veios a mans del cònsol Aulus Corneli Cos en un combat singular.[6] Altres autors diuen que va morir l'any 438 aC.[7]